# Durga Chew-Bose
Durga Chew-Bose (Montreal, 1986) es una escritora afincada en Brooklyn. Su primer libro Too Much and Not the Mood  fue publicado el 11 de abril de 2017 por la editorial Farrar, Straus y Giroux.

## Primeros años
Chew-Bose nació en Montreal, aunque sus padres son originarios de Calcuta. Chew-Bose se mudó a Estados Unidos a los 17 años, donde asistió a la escuela de Nuevo México durante dos años. Más tarde, asistió al Sarah Lawrence College, donde consiguió una estancia de un año en la Universidad de Oxford.

## Carrera
Chew-Bose ha colaborado con diversas publicaciones, como The Guardian, Buzzfeed, The Hairpin, Rolling Stone, GQ, The New Inquiry, n+1, Interview, Paper, Hazlitt, y This Recording. En la revista Nylon, Kristen Iverson describe a Chew-Bose como "una de las ensayistas y críticas más talentosas y perspicaces"; en The Guardian, Sarah Galo dice, "Si los millenials tienen referencias intelectuales, la escritora Durga Chew-Bose es una de ellas, con sus escritos extensos y reflexivos sobre identidad y cultura que atraen la atención de los lectores"
Chew-Bose también imparte clases de escritura en el Sarah Lawrence College.

### Too Much and Not the Mood
Esta obra toma su título del diario de Virginia Woolf de 1931. Too Much and Not the Mood es una colección de 14 ensayos en los que Chew-Bose describe "las complicaciones de madurar y establecerse... lo que significa ser una chica negra en un mundo de blancos y el hermoso dilema de ser una canadiense de primera generación."
Los críticos han enfatizado la innovación estilística de la escritura de Chew-Bose. Too Much and Not the Mood se incluye en una lista de los "15 lanzamientos de libros feministas más esperados de 2017". Sadie L. Trombetta describió el libro como una "colección de ensayos, cartas, prosa, y poesía."
Too Much and Not the Mood ha sido también catalogado como "uno de los 25 lanzamientos editoriales más interesantes de 2017". Maris Kreizman dijo en el New York Magazine's Vulture que "si admiras la habilidad de combinar lo personal y lo académico en una emocionante nueva forma de arte de Maggie Nelson, Durga Chew-Bose será tu nueva escritora favorita." Publishers Weekly dijo de su libro que "los giros del lenguaje y las apasionantes referencias culturales, elevan el debut de Chew-Bose por encima de las colecciones de ensayos personales recientes de autores jóvenes"

### Writers of Color
Con Buster Bylander, Jazmine Hughes y Vijith Assar, Chew-Bose funda el sitio web Writers of Color en abril de 2015. Writers of Colores una base de datos de escritores negros contemporáneos que busca "dar más visibilidad a los escritores de color, facilitando el acceso a sus publicaciones, construir una plataforma fácil de usar para los editores y representar con exactitud a los escritores".